# Helsińska Fundacja Praw Człowieka
Helsińska Fundacja Praw Człowieka – organizacja pozarządowa powstała w 1989 z inicjatywy Komitetu Helsińskiego. Należała do nieistniejącej już Międzynarodowej Helsińskiej Federacji na rzecz Praw Człowieka, która się rozwiązała po skandalach finansowych. Helsińska Fundacja Praw Człowieka to jedna z najstarszych i największych europejskich organizacji pozarządowych działających na rzecz praw człowieka. HFPC działa przede wszystkim w Polsce, na forum europejskim oraz w państwach powstałych po rozpadzie Związku Radzieckiego.

## Działalność i ludzie związani z fundacją
Fundacja prowadzi programy edukacyjne w zakresie ochrony praw człowieka. Monitoruje działalność różnych instytucji, od których zależy poziom praworządności w Polsce. Zajmuje się także działaniami na rzecz ochrony praw jednostki poprzez udział w sprawach sądowych w ramach m.in. Programu Spraw Precedensowych.
Działania HFPC obejmują m.in.:
- prowadzenie lub przyłączenie się do postępowań sądowych przed sądami wszystkich instancji oraz międzynarodowymi organami i trybunałami, w szczególności przed Europejskim Trybunałem Praw Człowieka;
- monitoring działań władzy publicznej w zakresie ochrony praw człowieka, w tym monitoring procesu legislacyjnego w zakresie wymiaru sprawiedliwości;
- porady prawne dla osób, które uważają, że ich prawa lub wolności zostały naruszone;
- edukację o prawach człowieka;
- organizację jednego z największych na świecie festiwali filmów o prawach człowieka - WATCH DOCS. Prawa Człowieka w Filmie.

Do osób związanych z fundacją należą bądź należeli: Halina Bortnowska, Marek Nowicki, Teresa Bogucka, Jerzy Ciemniewski, Marek Edelman, Zbigniew Hołda, Jacek Kurczewski, Ewa Łętowska, Wojciech Maziarski, Marek Antoni Nowicki, Danuta Przywara, Andrzej Rzepliński, Marek Safjan, Stefan Starczewski.

## Prezesi zarządu HFPC
- od 1990 do 2003: Marek Nowicki
- od 2003 do 2007: Marek Antoni Nowicki
- od 2008 do 2021: Danuta Przywara
- od 2021: Maciej Nowicki[2]

## Główne projekty
- Szkoła Praw Człowieka
- Warsztaty dla studentów
- Warsztaty dziennikarskie